# Adelges japonicus
Adelges japonicus är en insektsart. Adelges japonicus ingår i släktet Adelges och familjen barrlöss. Inga underarter finns listade i Catalogue of Life.